# Anomala millepora
Anomala millepora är en skalbaggsart som beskrevs av Bates 1888. Anomala millepora ingår i släktet Anomala och familjen Rutelidae. Inga underarter finns listade i Catalogue of Life.